# Мальцев Петро Іванович
Петро Іванович Мальцев (1878 — 1941) — радянський партійний діяч, відповідальний секретар Луганського повітового комітету КП(б)У, член ВУЦВК і ВЦВК СРСР. Член ЦК КП(б)У в травні 1924 — листопаді 1927. Член Центральної Контрольної Комісії ВКП(б) у 1925—1927 роках.

## Біографія
Працював робітником-формувальником Луганського паровозобудівного заводу Гартмана.
Член РСДРП з липня 1905 року.
Активний учасник революційних події 1905—1907 та 1917 років.
У 1917 році обраний членом Луганської ради робітничих депутатів. Один із організаторів Червоної гвардії Луганська.
З 1918 року — служба у лавах Червоній армії. Учасник громадянської війни в Росії.
У січні 1923 — січні 1924 року — відповідальний секретар Луганського повітового (окружного) комітету КП(б)У Донецької губернії.
Потім — на відповідальній партійній та господарській роботі. Працював директором Луганського патронного заводу № 60.